# Hypognatha cryptocephala
Hypognatha cryptocephala là một loài nhện trong họ Araneidae.
Loài này thuộc chi Hypognatha. Hypognatha cryptocephala được Cândido Firmino de Mello-Leitão miêu tả năm 1947.